# Dogon (dokumentarfilm)
Dogon er en dansk dokumentarfilm fra 2003 instrueret af Søren Krag Sørensen efter eget manuskript.

## Handling
Syd for Sahara, langs Bandiagara-bjergene i Mali, har Dogon-folket levet i relativ uforstyrrethed i 600 år. Filmen udspiller sig omkring en "damma", en begravelsesceremoni, som kun finder sted én gang i hvert eller hvert andet årti. Med Høvding Dolo som fortæller følges forberedelserne til den store begivenhed, og herigennem gives et indtryk af hverdag, samfundsstruktur, håndværk og religion i en kultur, som i forbløffende grad er uden for den vestlige verdens indflydelsessfære. Den ordknappe film kulminerer med selve den spektakulære højtidelighed, hvor et højtstående stammemedlems sjælerejse over i de dødes verden ledsages af maskedanse, ofringer og andre dramatiske iscenesættelser, alt sammen hjulpet på vej af rigelige mængder af hjemmebrygget øl.